# Загребельний Владислав Володимирович
Владислав Володимирович Загребельний (нар. 28 листопада 1991) — український легкоатлет. Майстер спорту України міжнародного класу. Учасник літніх Паралімпійських ігор 2016 року. Чемпіон літніх Паралімпійських ігор 2020 року у стрибках в довжину.
Займається легкою атлетикою у Дніпропетровському регіональному центрі з фізичної культури і спорту інвалідів «Інваспорт».
Чемпіон України.

## Спортивна кар'єра

### Чемпіонат світу 2019
На Чемпіонат світу з легкої атлетики, що відбувався 2019 року з 7 по 15 листопада у Дубаї (Об'єднані Арабські Емірати) змагався у трьох дисциплінах: біг на 100 та 200 метрів, а також стрибки у довжину. Завоював бронзову нагороду.
Змагання зі стрибків у довжуну у категорії T37 проходили 8 листопада. Владислав у 5 спробі стрибнув на 6,07 метрів. Це принесло йому бронзову нагороду. 11 листопада відбудилсь змагання з бігу на 100 метрів у категорії T37. Загребельний біг у першому півфіналі та завершив з реузьтатом 11,76 с, що не дозволило пройти далі. А 12 листопада брав участь з півфінальному забігу на 200 метрів. Посів 5 сходинку з резудьтатом 25,43 та завершив виступ.

### Паралімпіада-2020
2 вересня 2021 року на Літніх Паралімпійських іграх-2020 у Токіо Владислав виборов золоту медаль у стрибках у довжину в класі Т37 з результатом 6.59 м.